# EPD
EPD (Environmental Product Declaration) är ett informationssystem för att faktamässigt beskriva miljöegenskaper hos produkter och tjänster i ett livscykelperspektiv.
Miljöstyrningsrådet är huvudman för Systemet för miljövarudeklarationer (EPD-systemet), är initierat och drivs av Svenskt Näringsliv. Det stöds av staten och industrin och tillgodoser de flesta behov av kvalitetssäkrad och jämförbar information om varors och tjänsters miljöpåverkan.
Alltsedan EPD-systemet lanserades 1998 har det tilldragit sig ett intresse från olika länder och har successivt omformats till ett internationellt system.[källa behövs]
Ett av de viktigaste användningsområdena för miljövarudeklarationer är inom miljöanpassad upphandling.
Ett exempel rörande Vattenfall AB Nordics verksamhet vid tre koleldade värmekraftverk i Danmark kan läsas här.

## Fotnoter
1. ↑  Miljövarudeklaration http://www.environdec.com/reg/152/